# متغير متقلب
المتغير المتقلب (بالإنجليزية: Volatile variable)‏ هو واحد من قيود الدخول الممكن إضافتها على المتغيرات في لغات البرمجة. المتغير المتقلب موجود في لغتي سي وسي++ البرمجيتين، كما يوجد أيضًا في بعض اللغات الأخرى مثل سي# والجافا.
خاصية المتغير المتقلب تخبر المصرف بأن يحول شفرة المتغير الثنائية إلى صورة تمكن البرامج الأخرى وعتاد الحاسوب من الدخول إليها. ففي العادة عند قيام المصرف بتحويل الملف المصدري إلى شفرة ثنائية يقوم بعمل بعض الإضافات على المتغيرات بحيث لا يسمح لأي برنامج آخر أن يدخل إلى هذه المتغيرات وقرأها. أقرب مثال على ذلك متغير الوقت الموجود في أنظمة التشغيل المختلفة والذي يعمل على تخزين الوقت الحالي في الذاكرة العشوائية، ولكنه في نفس الوقت يسمح للبرامج الأخرى بقراءة المتغير لكي تستخرج منه الوقت الحالي، فلو لم تكن هذه الخاصية موجودة لكان من الصعب على البرامج معرفة الوقت الحالي.

## الاستخدامات

### في السي والسي++
في هاتين اللغتين يعلم على المتغيرات المتقلبة بالكلمة المفتاحية volatile كالتالي: 
```
 
volatile
 
int
 
x
;

```